# Jost Metzler
Jost Metzler (* 26. Februar 1909 in Altshausen; † 29. September 1975 in Ravensburg) war ein deutscher Marineoffizier (Crew 32) der Reichsmarine und der Kriegsmarine, zuletzt im Dienstgrad eines Korvettenkapitäns.

## Militärische Laufbahn
Feindfahrten
U 69
1. 10. Februar 1941 bis 1. März 1941 (3 Schiffe mit 17.956 BRT versenkt)
2. 18. März 1941 bis 11. April 1941 (1 Schiff mit 3.759 BRT versenkt)
3. 5. Mai 1941 bis 8. Juli 1941 (7 Schiffe mit 33.868 BRT versenkt)
4. 21. August 1941 bis 27. August 1941 (Fahrt infolge Erkrankung des Kommandanten abgebrochen)

Metzler absolvierte nach der Schule zunächst eine Ausbildung bei der Handelsmarine und fuhr acht Jahre zur See, auch auf Segelschiffen. Am 1. April 1932 trat er als Seeoffiziersanwärter der Reichsmarine bei und absolvierte dort die übliche militärische Ausbildung sowie diverse Fähnrichlehrgänge. Hier wurde er am 1. Januar 1934 zum Fähnrich zur See sowie am 1. September 1935 zum Oberfähnrich zur See ernannt. Nach der Beendigung seiner praktischen Bordausbildung, die zum 1. Januar 1936 seine Ernennung zum Leutnant zur See mit sich gebracht hatte, sowie einem abschließenden Nachrichtenlehrgang wurde Metzler am 22. September 1936 I. Wachoffizier auf dem Torpedoboot T 196. Diese Position hatte er bis zum 1. Oktober 1937 inne. An diesem Tag erfolgte auch seine Beförderung zum Oberleutnant zur See. Vom 2. Oktober bis zum 28. Dezember 1937 war er Wachoffizier ohne Bordkommando bei der 2. Minensuchflottille, bevor er am 29. Dezember I. Wachoffizier an Bord der Grille wurde. Diese Stellung hatte er bis zum 31. März 1940 inne. Während dieser Zeit erfolgte am 1. Oktober 1939 seine Beförderung zum Kapitänleutnant.
Zum 1. April 1940 erfolgte sein Wechsel zur U-Boot-Waffe, wo er bis zum 31. Juli den U-Lehrgang besuchte. Von August bis Ende September 1940 war er Kommandantenschüler bei der 24. U-Flottille. Im Anschluss hieran erfolgte seine Delegierung zur Baubelehrung für U 69, dessen Kommandant er am 2. November 1940 wurde. Mit U 69 lief Metzler zu vier Feindfahrten aus, in deren Verlauf er zehn Schiffe mit 55.583 BRT versenkte. Hierfür erhielt Metzler am 28. Juli 1941 das Ritterkreuz des Eisernen Kreuzes. Nach seiner vierten Feindfahrt, die er nach sieben Tagen wegen einer Nierenkolik abbrechen musste, gab Metzler das Kommando von U 69 ab, wurde zwei Monate im Lazarett behandelt und anschließend bis zum 21. November 1941 bei der 7. U-Flottille „zur Verfügung“ gehalten. Vom 22. November 1941 bis Ende Januar 1943 war Metzler Ausbildungsleiter bei der 25. U-Flottille, später in der 27. U-Flottille. Vom 1. Februar bis zum 30. Juni 1943 war er Kommandant des Schulungs-U-Bootes U 847, mit dem er zu keiner Feindfahrt auslief. Anschließend kurierte Metzler vom 1. Juli bis zum 15. September 1943 eine längere Krankheit aus. Vom 16. September bis zum 17. Oktober 1943 amtierte er in Vertretung des Flottillenchefs der 5. U-Flottille in Kiel. Hierauf folgte seine Verwendung als Leiter der Fahrtausbildung bei der 23. U-Flottille in Danzig, wo er am 1. Oktober 1943 zum Korvettenkapitän befördert wurde. Vom 1. April 1944 bis Kriegsende war er als Flottillenchef der 19. U-Flottille, zuerst in Pillau, dann in Kiel eingesetzt.

## Nachkriegszeit
Ab 1946 war Metzler als Direktor der Brauerei Max Leibinger in Ravensburg tätig. 1975 starb er im Ravensburger Ortsteil Bavendorf.

## Werk
Noch während des Zweiten Weltkriegs veröffentlichte Metzler 1943 unter dem Titel Sehrohr südwärts! einen Bericht über seine Einsätze mit  U 69, der im Stil einer Abenteuergeschichte für Jugendliche von Otto Mielke niedergeschrieben worden war. („SEHROHR SÜDWÄRTS! Ritterkreuzträger Kapitänleutnant Jost Metzler erzählt“ - Niedergeschrieben von Otto Mielke, Wilhelm Limpert-Verlag, Berlin, 1943)
Nach dem Krieg erschien 1954 unter Mitarbeit von Paul Heinsius ein weiteres Buch Die lachende Kuh, das die gleichen Ereignisse schilderte, jedoch neu formuliert und ohne alle nationalsozialistischen Anklänge (und ohne das „Führerbild“ vor dem Titel, das das Buch von 1943 zierte). Der Untertitel Die einem spannenden Abenteuer gleichenden Erlebnisberichte der Besatzung von U 69 während des zweiten Weltkrieges bezeugt, dass wiederum die Form eines für Jugendliche geeigneten, soldatischen Abenteuerberichts gewählt wurde. 1958 erschien eine weitere Ausgabe unter dem Titel U 69, die lachende Kuh bei Heyne, 1966 eine gekürzte Ausgabe unter dem Titel Alaaarm! U-Boot! bei Pabel. In englischer Übersetzung wurde das Buch 1955 veröffentlicht, 1956 folgte eine französische Übersetzung, 2005 posthum eine russische, 2010 eine polnische.

## Dienstgrade
- Offiziersanwärter:    1. April 1932
- Fähnrich zur See:     1. Januar 1934
- Oberfähnrich zur See: 1. September 1935
- Leutnant zur See:     1. Januar 1936
- Oberleutnant zur See: 1. Oktober 1937
- Kapitänleutnant:      1. Oktober 1939
- Korvettenkapitän:     1. Oktober 1943

## Auszeichnungen
- Dienstauszeichnung IV. Klasse am 4. Oktober 1937
- Medaille zur Erinnerung an den 1. Oktober 1938 am 20. Dezember 1939
- U-Boot-Kriegsabzeichen (1939) am 12. April 1941
- Eisernes Kreuz (1939) II. und I. Klasse am 21. Dezember 1939 bzw. am 2. März 1941
- Ritterkreuz des Eisernen Kreuzes am 28. Juli 1941
- Nennung im Wehrmachtbericht am 27. Juni 1941